# Discolomatidae
Discolomatidae je čeleď tropických brouků.

## Taxonomie
- Podčeleď Aphanocephalinae Grouvelle, 1912
  - Rod Aphanocephalus Wollaston, 1873 – tropická Asie a Amerika
- Podčeleď Cephalophaninae John, 1954
  - Rod Cephalophanus
- Podčeleď Discolomatinae Horn, 1878,
  - Rod Discoloma
- Podčeleď Notiophyginae Jacobson, 1915
  - Rod Notiophygus
- Podčeleď Pontonatinae John, 1954
  - Rod Katoporus
  - Rod Pontonatus